# Ernst von Saldern
Ernst von Saldern (* 3. Dezember 1843 in Perleberg; † 14. Juni 1886 in Arolsen) war ein deutscher Verwaltungsbeamter.

## Leben
Ernst von Saldern studierte an der Ruprecht-Karls-Universität Heidelberg. 1864 wurde er Mitglied des Corps Saxo-Borussia Heidelberg. Nach Abschluss des Studiums wurde er Verwaltungsbeamter und trat er in den Verwaltungsdienst des Reichslands Elsaß-Lothringen ein. 1872 wurde er Kreisdirektor des Kreises Bolchen. 1878 wechselte er als Bürgermeister und Polizeidirektor nach Straßburg. 1883 kam er als Kreisdirektor in den Kreis Mülhausen. Ende 1884 wurde er zum preußischen Landesdirektor des Fürstentums Waldeck in Arolsen berufen, wo er bis zu seinem Tod 1886 im Amt war. Ihm folgte sein Bruder Johannes von Saldern.